# Albin Tavčar
Albin Tavčar (tudi Zoran Tavčar), italijanski šolnik slovenskega rodu, * 12. april 1920, Kreplje, 11. junij 1985, Tržič, Italija.

## Življenje in delo
Rodil se je v kmečki družini Josipu in Mariji Tavčar rojeni Starc. Po končani ljudski šoli v domačem kraju je v goriškem in koprskem semenišču obiskoval gimnazijo. Maturo na klasični gimnaziji je napravil takoj po koncu vojne na liceju »Petrarca« v Trstu.
Med vojno je sodeloval z Osvobodilno fronto in bil med organizatorji slovenskega partizanskega šolstva na zahodnem Krasu in zaradi tega enajst mesecev zaprt v Ljubljani. Po prihodu iz zapora se je naselil v Devinu in kasneje zaposlil pri tržaški civilni policiji, kjer je ostal vse do odhoda zavezniških vojaških sil iz Trsta. Tedaj je z družino odšel v Kanado. Leta 1958 se je vrnil v Devin. Na tržaški Univerzi se je vpisal na Fakulteto literarnih ved, ter zaprosil šolsko upravo za sprejem v službo. Kot povabljen profesor je služboval na različnih nižjih srednjih šolah v Trstu in okolici. Po opravljenem državnem profesorskem izpitu je do smrti učil na srednji šoli v Križu pri Trstu.